# 所ジョージの足かけ二日大進撃
所ジョージの足かけ二日大進撃（ところジョージのあしかけふつかだいしんげき）は、かつてニッポン放送で放送されていたラジオ番組。1980年4月12日放送開始、1983年4月30日放送終了。

## 放送時間
- 毎週土曜日23:00 - 25:00

## パーソナリティ
- 所ジョージ
- 石川みゆき（アシスタント）
- 上柳昌彦（番組内のニュース読みなどで毎週レギュラー出演。）

石川と上柳は1981年の入社以後に出演。

## タイムテーブル
- 23:00 スーパー電話グレートクイズ　〜チーバクブルギャン電話でバホホン〜
- 23:30 ラブラブテレフォン　〜ゴカボにむせぶギャル〜
  - 女性リスナー1名と男性リスナー3名が電話でデートをする。
- 00:00 オンキヨーピコピコマシンガン
  - お便り紹介[1]
  - 親マン・コーナー （リスナーが親の恥話を打ち明けて、自分が有名になろうというコーナー[2]）
  - みっとなみくじりコーナー （所とゲスト、上柳昌彦も一緒になってリスナーからの恋愛などの悩み事にこたえる。コンピューターの「ミクジリ・マシーン」が所・ゲスト・上柳がそれぞれ出した案をまとめてカウンセリングを行う[3]）
- 00:30 ロッテヤンスタNo1（当初のタイトルは「ロッテ 集まれ!ヤンヤン 熱気でムンムン!」。1982年9月まではおりも政夫が司会を務める。東海ラジオ放送・ラジオ大阪にテープネット）

## エピソード
- 1982年7月10日の放送で、ある女性リスナーからの「好きな男の人に自分がウンチをするところを見られて悩んでいる」という手紙を紹介して、それについてみんなで話し合っている時に突然、通称「モングラ職アナ」の共演者から「ウンコを送ってくれ」という一言が飛び出し、これに所は「そんなバカなことはしないで下さい」と制止して呼びかけたが、翌週7月17日の放送にはしっかり大便が送られてきてしまい、放送がめちゃくちゃになったということがあった[4]。